# Dekanat Karwina
Dekanat Karwina – jeden z 11 dekanatów tworzących diecezję ostrawsko-opawską Kościoła łacińskiego w Czechach.
Obejmuje 21 parafii i w części z nich prowadzone są msze w języku polskim dla polskiej mniejszości. Obowiązki dziekana pełni (2011) ks. Martin Pastrňák, proboszcz parafii w Orłowej.

## Historia
Powstał w 1769 na terenie diecezji wrocławskiej z połączenia parafii w Karwinie i Orłowej z dekanatu Frysztat, Szonowa, Polskiej Ostrawy i Racimowa z dekanatu Frydek oraz Cierlicka z dekanatu Cieszyn. W 1770 wszedł w skład wikariatu cieszyńskiego.
Według schematyzmów kościelnych z 1847 i 1848 na dekanat Jabłonków składało 7 parafii i 2 lokalie: Błedowice (z filią w Szumbarku), Karwina (filie w Stonawie i Olbrachcicach), Orłowa (z kaplicą zamkową w Dąbrowie), Polska Ostrawa (z kościołami w Gruszowie i Herzmanicach), Piotrowice (lokalia), Racimów (z filią w Rzepiszczu), Szonów (z lokalią w Pietwałdzie), Sucha (lokalia, z kaplicą w Suchej Górnej i kaplicą zamkową w Suchej Średniej), Cierlicko (z filią w Kościelcu). Większość parafii była polskojęzyczna, językiem czeskim posługiwano się w Polskiej Ostrawie i Racimowie a charakter mieszany miała lokalia w Pietwałdzie.
W 1919 dekanat posiadał 13 parafii i 2 lokalie: Błędowice, Herzmanice, Gruszów, Karwina, Michałkowice, Sucha Średnia (lokalia), Sucha Górna, Orłowa, Pietwałd, Polska Ostrawa, Radwanice, Racimów, Szonów, Stonawa (lokalia), Cierlicko.
Po I wojnie światowej i polsko-czechosłowackim konflikcie granicznym obszar dekanatu znalazł się w granicach Czechosłowacji. Wciąż jednak podległy był diecezji wrocławskiej, pod zarządem nowej instytucji Książęco-Biskupiego Komisariatu dla Czeskiego Śląska (cz. Knížebiskupský komisariát niský a těšínský). Jego siedziba znajdowała się w Karwinie, a pierwszym komisarzem został ks. Stanislav Weissmann (1866-1946) z Morawki, który w 1922 przeprowadził się do Karwiny aby objąć funkcję dziekana.
W 1928 parafie Herzmanice, Gruszów, Michałkowice, Pietwałd, Radwanice, Racimów, Śląska Ostrawa i Szonów zostały przejęte przez nowo utworzony dekanat śląskoostrawski. Tym samym w 1938 dekanat posiadał już tylko 7 parafii: Błędowice, Sucha Górna, Karwina, Orłowa, Sucha Średnia, Stonawa, Cierlicko.
Kiedy Polska dokonała aneksji tzw. Zaolzia w październiku 1938 powyższe parafie włączono do diecezji katowickiej, a w 1940 z powrotem diecezji wrocławskiej. W międzyczasie przyłączono parafię Pietwałd z dekanatu śląskoostrawskiego oraz Domasłowice z dekanatu frydeckiego, tak więc dekanat karwiński w 1940 składał się z 9 parafii: Błędowice, Domasłowice, Karwina, Sucha Średnia, Sucha Górna, Orłowa, Pietwałd, Stonawa, Cierlicko. W 1947 obszar ten wyjęto ostatecznie spod władzy biskupów wrocławskich i utworzono Apostolską Administraturę w Czeskim Cieszynie podległą Watykanowi. W 1963 r. do dekanatu włączono kolejne parafie dawnego dekanatu Frysztat w tym należącą wcześniej do dekanatu wodzisławskiego parafię w Boguminie. W 1978 obszar Administratury podporządkowany został archidiecezji ołomunieckiej. W 1996 powstała diecezja ostrawsko-opawska, do której odtąd należy dekanat karwiński.

## Parafie
Na terenie dekanatu znajdują się następujące parafie:
- Nowy Bogumin: Parafia Najświętszego Serca Pana
- Stary Bogumin: Parafia Narodzenia Panny Maryi
- Cierlicko: Parafia św. Wawrzyńca
- Czeski Cieszyn: Parafia Boskiego Serca Pana
- Dziećmorowice: Parafia św. Marii Magdaleny
- Lutynia Dolna: Parafia św. Jana Chrzciciela
- Dąbrowa: Parafia św. Jadwigi
- Hawierzów: Parafia św. Anny
- Hawierzów – Błędowice: Parafia św. Małgorzaty
- Hawierzów – Sucha Średnia: Parafia św. Jana Chrzciciela
- Hawierzów – Szumbark: Parafia św. Jana Bosko
- Karwina: Parafia Podwyższenia Krzyża Świętego
- Karwina – Doły: Parafia św. Piotra
- Łąki: Parafia św. Barbary
- Olbrachcice: Parafia Świętych Piotra i Pawła
- Orłowa: Parafia Narodzenia Maryi Panny
- Piotrowice koło Karwiny: Parafia św. Marcina Biskupa
- Pietwałd: Parafia św. Henryka
- Rychwałd: Parafia św. Anny
- Stonawa: Parafia św. Marii Magdaleny
- Sucha Górna: Parafia św. Józefa